# Oleksandrivka (communauté territoriale d'Oleksandrivka)
Oleksandrivka (ukrainien : Олександрівка, russe : Александровка, Alexandrovka) est une commune urbaine de l'oblast de Donetsk, en Ukraine. Elle compte 3 405 habitants en 2021.

## Géographie
Le village se trouve au bord de la rivière Samara, à sa confluence avec la petite rivière Vodiana. La Samara est un affluent de rive gauche du fleuve Dniepr, au nord-ouest de l'oblast. Le village est situé à 130 km au nord-ouest de Donetsk. Le village est le chef-lieu administratif du raïon du même nom depuis 1923. Sept villages proches sont rattachés à la commune.

## Histoire
Le village est fondé en 1763. Son propriétaire terrien est alors le général Norov. Le village est occupé par l'armée allemande du 18 octobre 1941 au 12 septembre 1943. Il obtient son statut de commune urbaine en 1965, alors qu'il compte presque 3 000 habitants.

## Population
Il compte 502 habitants en 1864, 879 habitants au recensement impérial de 1897, 1 315 en 1915, 1 259 en 1933, 1 776 en 1959, 3 700 en 1975, 4 900 en 1992, 4 049 en 2006, 3 796 en 2011, 3 610 en 2015.

## Économie
Le village vit essentiellement de l'agro-alimentaire (boulangerie industrielle, meunerie, graisse et huile, viande et produits laitiers, poisson). Élevage de volaille.   